# Thomas P. Ochiltree
Thomas Peck Ochiltree, född 26 oktober 1839 i Livingston i Alabama, död 25 november 1902 i Hot Springs i Virginia, var en amerikansk politiker. Han var ledamot av USA:s representanthus 1883–1885. Han hade tidigare varit demokrat men som kongressledamot var Ochiltree partipolitiskt obunden.
Ochiltree gravsattes på Green-Wood Cemetery i Brooklyn och gravplatsen flyttades senare till Mount Hope Cemetery i Hastings-on-Hudson.